# Perchman
Le perchman (faux anglicisme, en anglais : boom operator), également appelé assistant son ou perchiste, est, sur un tournage, l'assistant du chef-opérateur du son (ingénieur du son).

## Description du métier

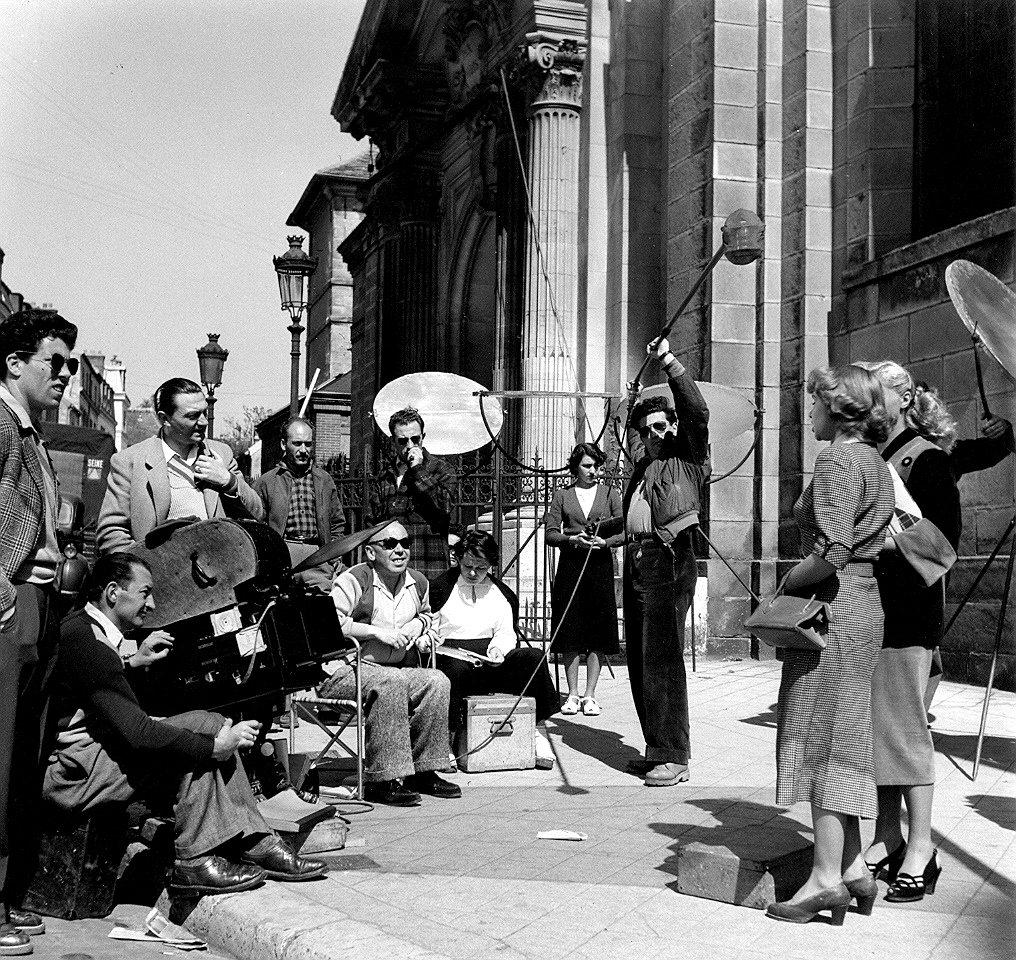
Perchman en action lors du tournage d'un film.

Il est responsable du placement du microphone principal, à savoir celui placé au bout d'une perche légère et télescopique. Ainsi, le perchman place et déplace le micro « en temps réel » afin de recueillir le son des voix de chaque comédien pendant les prises. Il est garant de la qualité du son qu'il transmet au chef opérateur du son.
Il doit aussi veiller à ce que ni la perche ni le micro n'entrent dans le champ (ou le cadre) de l'image ou à ne pas faire d'ombre visible.
C'est pourquoi il travaille également en collaboration avec le cadreur et le directeur de la photographie (qui éclaire les scènes) et son équipe d'électriciens. Il assiste le chef-opérateur du son dans l'élaboration de sa prise de son : il peut avoir à installer des micros-cravates sans fils (micro-HF) sur les acteurs, poser des microphones d'appoint ou encore étendre des moquettes au sol pour des raisons acoustiques. Il s'occupe du matériel, particulièrement lors de son installation et rangement en début et fin de journée.
Le perchman gère ainsi les contingences techniques quand le chef opérateur du son gère les contingences artistiques.

## Formations
Plusieurs types de formations existent sur les métiers du son, qui nécessitent à la fois des connaissances scientifiques et des compétences artistiques et relationnelles. En France, peuvent ainsi être citées des brevets de technicien supérieur (BTS), des formations universitaires, telles, par exemple, musique et métiers du son à l'université de Marne-la-Vallée), image et son à l'université de Bretagne-Occidentale), métiers de la scène lyrique à l'Université de Lorraine, science et musicologie à l'université Paris-Sorbonne, réalisation audiovisuelle et design sonore à l'Université Blaise-Pascal, techniques pour le son et les arts du spectacle à l'université de Toulon. Des formations existent aussi en Grandes écoles, à l'accès souvent très sélectif, comme l'école nationale supérieure Louis-Lumière , le Conservatoire national supérieur de musique et de danse de Paris tourné davantage vers la musique que le cinéma, La Fémis, etc. .